# FIFA Football 2004
FIFA Football 2004 (también llamado FIFA Soccer 2004 en Norteamérica) es un videojuego hecho por EA Canada y distribuido por Electronic Arts basado en el fútbol. Fue estrenado en octubre de 2003.
FIFA Football 2004 es el undécimo juego de la serie FIFA y el octavo en 3D. Si bien no se agregó mucho al motor utilizado en FIFA Football 2003, las nuevas inclusiones más grandes fueron las divisiones inferiores, que permiten al jugador llevar equipos de menor rango al ascenso. El juego tiene una nueva característica llamada "Off the ball", que permite el control de dos jugadores al mismo tiempo para un mayor juego táctico. Otra característica clave fue Football Fusion, que permite a los jugadores de FIFA 2004 y Total Club Manager 2004 jugar partidos desde el modo carrera en FIFA. La intro se filmó en St James' Park, hogar de Newcastle United, y la canción de apertura fue el éxito europeo de Kings of Leon "Red Morning Light".
La carátula incluye a Thierry Henry del Arsenal FC, Alessandro Del Piero de Juventus FC, y de Ronaldinho Gaúcho con el uniforme de Brasil

## Ligas
Para esta edición, se incluyen por primera vez las segundas divisiones de Alemania, España, Francia, Italia y la segunda, tercera y cuarta división de Inglaterra. También vuelven las ligas de Portugal (tras su última aparición en FIFA 99) y la de Países Bajos (tras su última aparición en FIFA 2001)
| - 1. Bundesliga - 2. Bundesliga (Nueva) (*) - T-Mobile Bundesliga - Jupiler League - Campeonato Brasileiro (*) (A) - K-League (*) - Superliga - Premier League de Escocia - Liga BBVA - Liga Adelante (Nueva) (*) - Major League Soccer - Ligue 1 - Ligue 2 (Nueva) (*) | - Eredivisie (Vuelve) (*) - Premier League - Football League Championship (Nueva) (*) - Football League One (Nueva) (*) - Football League Two (Nueva) (*) - Serie A (B) - Serie B (Nueva) (*) (C) - Tippeligaen - SuperLiga Galp Energia (Vuelve) (*) - Allsvenskan - Axpo Super Liga (*) |

(*) Solo están disponibles en las versiones de PS2, Xbox, Gamecube y PC.
(A) El logo y el nombre de la liga están sin licenciar.
(B) Los clubes Bologna, Genoa y Udinese están sin licenciar.
(C) Los clubes Avellino, Bari, Cagliari, Napoli y Delfino Pescara están sin licenciar.

### Resto Del Mundo
A diferencia de su predecesor, la cantidad de clubes se redujo bastante (debido a las inclusiones de nuevas ligas) por ende, muchos de los clubes que aparecieron anteriormente, se fueron a sus respectivas ligas.
Para esta edición, se agregaron clubes de Argentina, México y Polonia, aunque también se destaca la ausencia de los clubes israelíes del anterior juego, el NK Maribor de Eslovenia, El Rapid Bucarest de Rumanía, El AS Beauvais de Francia (debido a su descenso a la tercera división) y del FC St. Pauli (debido a su descenso a la tercera división)
- Boca Juniors (Nueva)
- River Plate (Nueva)
- Cruzeiro (A)
- Sport Club Internacional (A)
- Santos (A)
- Olympiacos
- Panathinaikos (Nueva)
- Paniliakos (Nueva) (*)
- P.A.O.K.
- América (Nueva) (*)
- Monterrey (Nueva) (*)
- Cruz Azul* (Nueva) (*)
- Chivas de Guadalajara* (Nueva) (*)
- Toluca (Nueva) (*)
- Tigres U.A.N.L.* (Nueva) (*)
- Pumas U.N.A.M. (Nueva) (*)
- Ajax (A)
- Feyenoord (A)
- PSV Eindhoven (A)
- Legia Warszawa (Nueva)
- Polonia Warszawa (Nueva) (*)
- Wisła Kraków
- Benfica (A)
- FC Porto (A)
- Sporting de Lisboa (A)
- Sparta Praga
- Sigma Olomouc
- Galatasaray

* Solo están disponibles en la versión de GBA.
(*) Solo están disponibles en la versión de PS2, Xbox, Gamecube y PC.
(A) Solo están disponibles en la versión de PS1.

## Selecciones nacionales
Para esta edición, vuelve la selección de Hungría tras su última aparición en FIFA 2001 (solo disponible para PS2, Xbox, Gamecube y PC) A su vez se destaca la ausencia de las selecciones de Arabia Saudita, Ecuador y Sudáfrica, también para esta edición se pierden las licencias de las selecciones de Bélgica, Camerún, China y Senegal, pero se licencian a las selecciones de Alemania y Portugal (aunque solo están disponibles en la versión de PS2, Xbox, Gamecube y PC)
- Alemania
- Argentina
- Australia
- Austria
- Brasil
- Bélgica
- Camerún
- China
- Corea del Sur
- Costa Rica
- Croacia
- Dinamarca
- Escocia
- Eslovenia
- España
- Estados Unidos
- Finlandia
- Francia
- Grecia
- Hungría (Vuelve)
- Inglaterra
- Irlanda
- Italia
- México
- Nigeria
- Noruega
- Paraguay
- Polonia
- Portugal
- República Checa
- Rusia
- Senegal
- Suecia
- Suiza
- Túnez
- Turquía
- Uruguay

Las selecciones que están en Negrita son las que están licenciadas en el juego.

## Estadios
Para esta edición, se incluyen el Stamford Bridge, el Stade Vélodrome, el AOL-Arena y el Estadio Vicente Calderón, a su vez que se destaca a la ausencia del Estadio Olímpico de Roma, el Estadio Internacional de Yokohama y el Olympiastadion. Del resto, son los mismos estadios que aparecieron en FIFA Football 2003.
| - Ámsterdam Arena - Anfield - Estadio Ali Sami Yen - BayArena - Camp Nou - Constant Vanden Stock - Delle Alpi - Félix-Bollaert - AOL Arena (Nueva) - Highbury - Mestalla - Stade de Gerland - Old Trafford - Parc des Princes - San Siro - Santiago Bernabéu - St James' Park (Solo en la intro del juego) - Stade Vélodrome (Nueva) - Stamford Bridge (Nueva) - Vicente Calderón (Nueva) - Westfalenstadion | Estadios genéricos - Estilo abierto - Estilo cerrado - Estilo olímpico - Estilo ovalado - Europeo 1 - Europeo 2 - Europeo 3 - UK 1 - UK 2 - UK 3 |

Los estadios solo están disponibles en la versión de PS2, Xbox, Gamecube y PC.

## Banda sonora
FIFA Football 2004 contiene una variedad de canciones, como las que se muestran a continuación:
| - Asian Dub Foundation - "Rise To The Challenge" - Babamania - "Wanna Rock" - Café Tacuba - "Eo (El Sonidero)" - Caesars - "Jerk It Out" 1 - The Cooper Temple Clause - "Promises, Promises" - The Dandy Warhols - "We Used To Be Friends" 1 - DJ Sensei - "Música Grande" - Goldfrapp - "Train" - The Jam - "A Town Called Malice" - Junior Senior - "Rhythm Bandits" - Kane - "Rain Down On Me (DJ Tiësto Remix)" - Kasabian - "L.S.F. (Lost Souls Forever)" - Kings of Leon - "Red Morning Light" - Lostprophets - "Burn Burn" | - Paul Van Dyk - "Nothing But You" - Radiohead - "Myxomatosis (Judge, Jury & Executioner)" - The Raveonettes - "That Great Love Sound" - The Stone Roses - "Fools' Gold" 1 - Suburbia - "Always" - The Clones - "Crazy Boys" - The Individuals - "Take A Ride" - Timo Maas - "Unite" - Tosca & Tweed - "Gute Laune" - Tribalistas - "Já Sei Namorar" - Underworld - "Two Months Off" - Vicentico - "Se Despierta La Ciudad" - Wir sind Helden - "Guten Tag" - Zeca Pagodinho - "Deixa A Vida Me Levar" |

## Evaluación
- PlayStation Magazine= 5/5
- Official UK Playstation Magazine = 8/10.

| Predecesor: FIFA 2003 | FIFA Fútbol XI Entrega | Sucesor: FIFA 2005 |